# Schloss Friedrichsthal

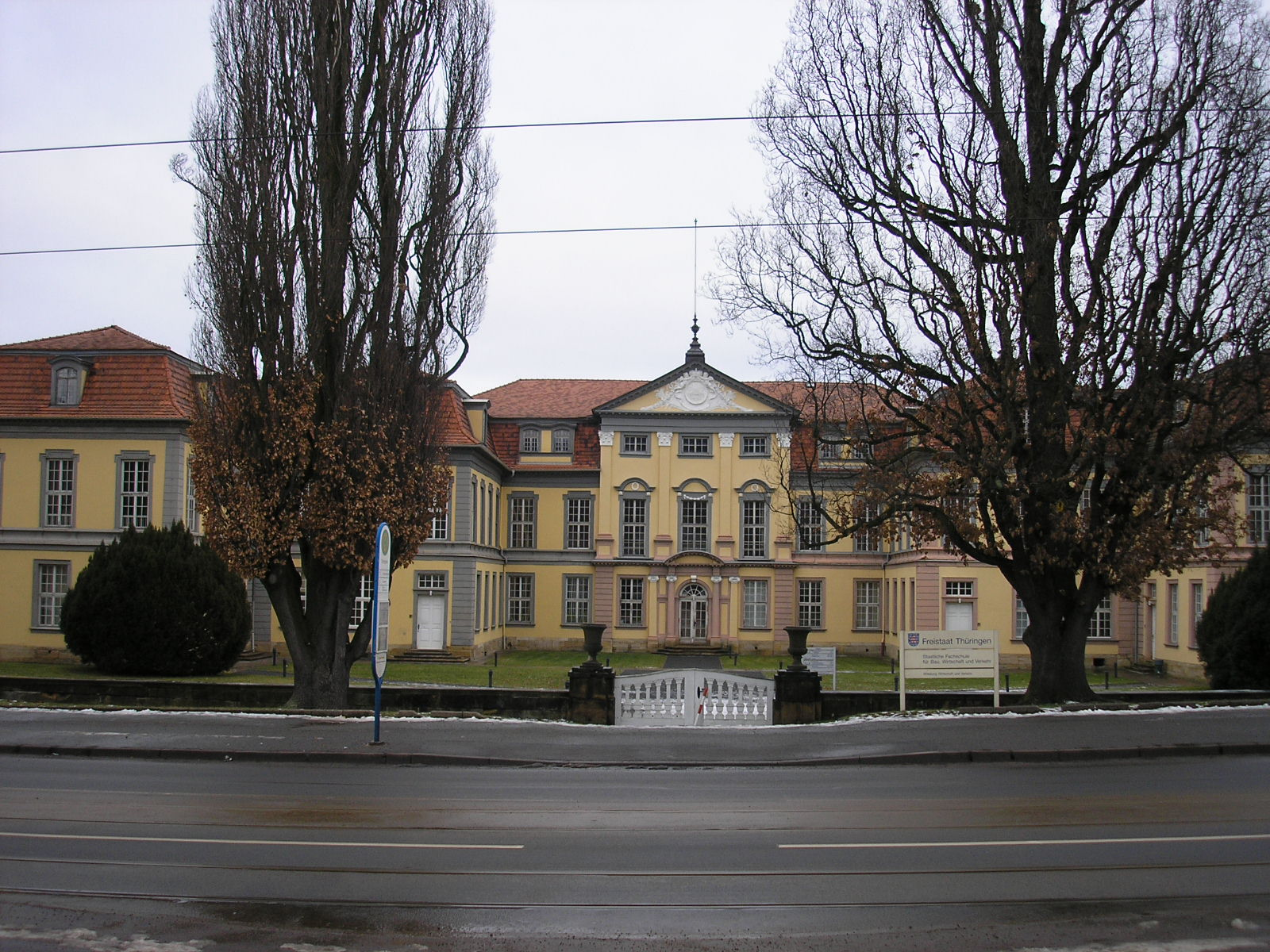
Fachada do Schloss Friedrichsthal.

O Schloss Friedrichsthal é um palácio barroco datado do século XVIII. Fica situado na cidade alemã de Gotha, na Turíngia, a leste do Schloss Friedenstein.

## História

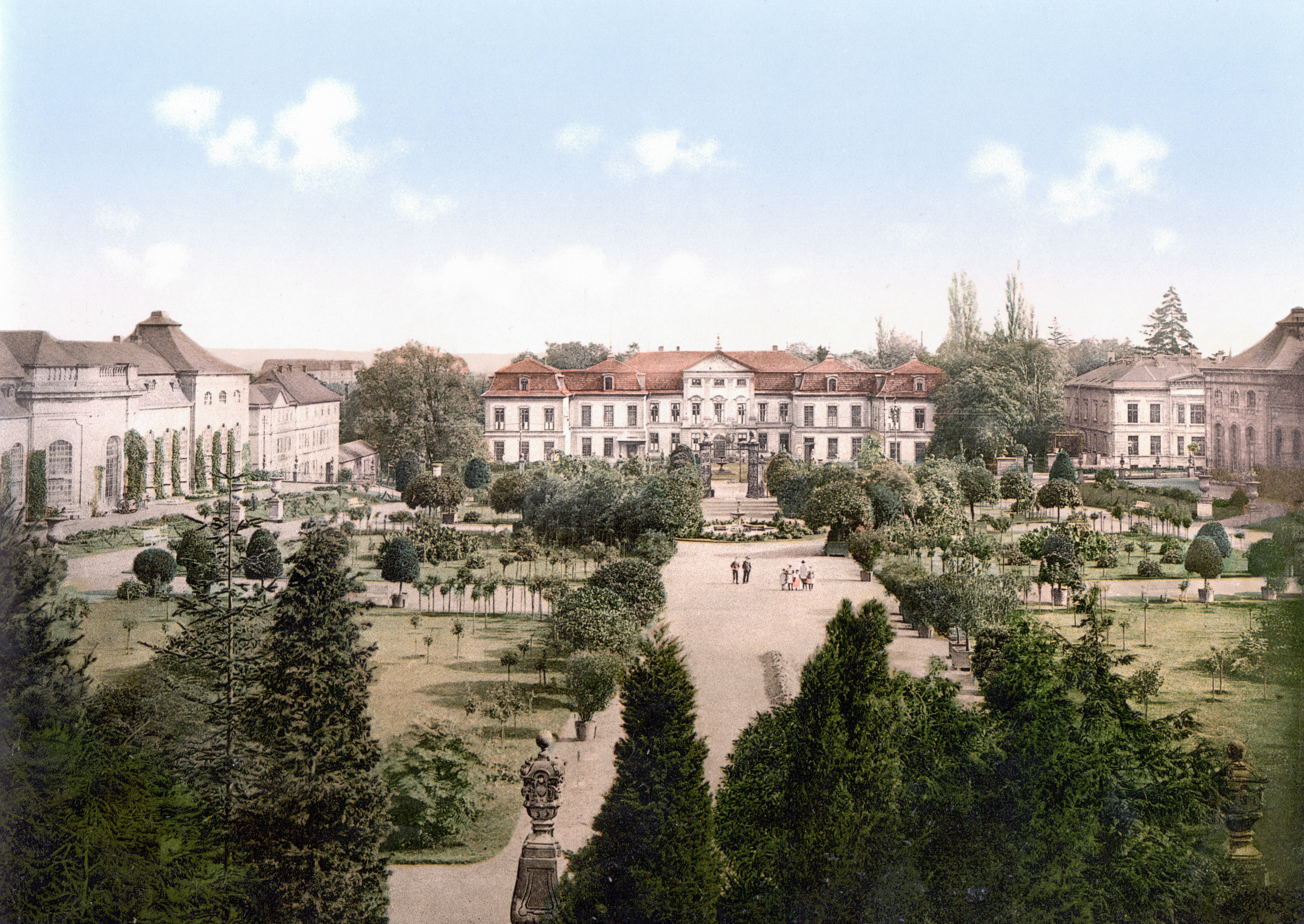
Vista do Schloss Friedrichsthal através da orangerie, 1900.

Entre 1708 e 1711, Frederico II de Saxe-Gota-Altemburgo (1676-1732), construiu um palácio de Verão a leste do Schloss Friedenstein. Seguindo o exemplo do Palácio de Versailles, o director de construções dos Duques de Gotha, Wolf Christoph Zorn von Plobsheim (1655-1721), ergueu um palácio barroco com três alas, o qual recebeu a designação de "Friedrichsthal" em referência ao duque e à sua localização. Por trás do palácio foi disposto um grande jardim de recreio barroco, com estátuas, jogos de água e uma gruta, o qual não foi preservado devido à construção posterior de edifícios (gabinetes e tribunal distrital - 1894-1896; administração financeira - 1906-1908).
Em nome de Frederico III de Saxe-Gota-Altemburgo (1699–1772), e da sua esposa, Luisa Doroteia de Sachsen-Meiningen (1710–1767), foi erguida em frente ao palácio uma orangerie, entre 1747 e 1767, segundo os desenhos do director de construções Gottfried Heinrich Krohne (Dresden, 1703 – Weimar, 1756). Este projectou uma construção simétrica simples, em forma de teatro, com duas grandes orangeries e estufas anexas situadas nos lados norte e sul. O conjunto dirige-se em perspectiva para o Schloss Friedrichsthal, com os edifícios das orangeries a funcionarem visualmente como extensões das alas laterais do palácio e a apelarem arquitectonicamente para o Schloss Friedenstein e o seu parque situados a leste.

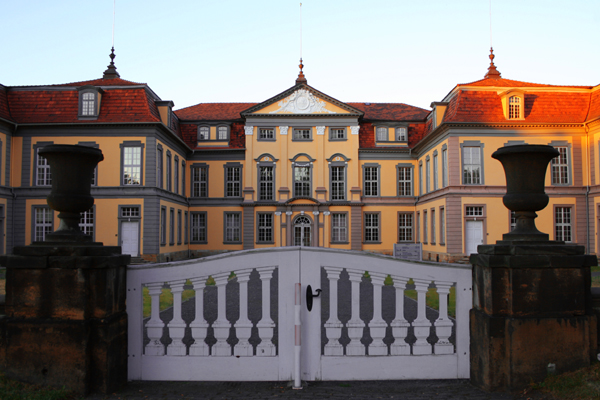
Parte central da fachada do Schloss Friedrichsthal.

Em 1781, foi projectada pelo mestre de obras dos Duques de Cotha, Johann David Weidner (1721-784), a expansão das alas do palácio, as quais se realizariam, até 1793, sob o comando do seu filho, o director de construções Friedrich David Weidner (1757-1825).
No final do século XIX, o palácio serviu de residência ao príncipe vienense Leopoldo de Saxe-Coburgo-Koháry (1824-1884), irmão do rei consorte de Portugal Fernando II (1816-1885), e à sua esposa, Constanze Freifrau von Ruttenstein (nascida Geiger; 1835-1890), com quem contraiu um casamento morganático, no dia 23 de Abril de 1861, na Igreja Escocesa de Viena. 
Até 1918, o palácio serviu de instalação a um ministério do estado de Saxe-Gota-Altemburgo, ano em que passou a ser ocupado pelo ratsamt (administração financeira), funções que desempenhou até 1945. 
Após o final da Segunda Guerra Mundial, o comando da Administração Militar Soviética (SMAD) instalou a sua sede no edifício, mantendo-se nele até 1958, quando passou a ser ocupado pela Ingenieurschule für Transportbetriebstechnik (Escola de Engenharia para a Direcção Técnica de Transportes), actual Staatliche Fachschule für Bau, Wirtschaft und Verkehr (Escola Técnica Estatal para a Construção, Economia e Transporte). 
A substância histórica do interior do palácio foi sendo alterada, ao longo do tempo, devido às inúmeras transformações por que passou o edifício, de modo que hoje permanecem, apenas, restos das instalações barrocas (incluindo a escadaria). Actualmente, e uma vez que está em mãos estatais, apenas pode ser visto a partir do exterior.

## Literatura
- Ralph Braun, in Zwanzig Jahre internationale Coburger Johann Strauss Begegnungen, Coburg 2007, p. 27.